# فرودگاه دسیرتو دا اتاکما
فرودگاه دسیرتو دا اتاکما (به انگلیسی: Desierto de Atacama Airport) یک فرودگاه همگانی با کد یاتا CPO است که یک باند فرود آسفالت دارد و طول باند آن ۲۲۰۰ متر است. این فرودگاه در کشور شیلی قرار دارد و در ارتفاع ۲۰۴ متری از سطح دریا واقع شده‌است.